# Hilde Berger (Widerstandskämpferin)
Hilde Berger (* 13. Juni 1914 in Berlin; † 17. November 2011 in den Vereinigten Staaten), später Hilde Berger-Olsen, war eine Widerstandskämpferin gegen den Nationalsozialismus und Sekretärin von Oskar Schindler.

## Leben
Die Tochter eines aus Polen stammenden jüdischen Schneiders schloss sich vor 1933 zunächst einer zionistischen Jugendorganisation an. Danach wurde sie Mitglied der trotzkistischen Linken Opposition der KPD und war nach der Machtübernahme der NSDAP in der Illegalität in Berlin für deren Nachfolgeorganisation IKD aktiv. Kurz nach der Verhaftung ihres jüngeren Bruders Hans Berger im Herbst 1935, der als Reichskurier der IKD fungierte, wurde sie Anfang 1936 im Rahmen der Zerschlagung der Berliner IKD-Gruppe durch die Gestapo verhaftet und bis Mai 1939 in einem Zuchthaus gefangen gehalten.
Die Mitglieder der IKD-Auslandsleitung Walter Held und Josef Weber versuchten vergeblich, für die als staatenlose Jüdin besonders gefährdete Hilde Berger die Ausreise nach Großbritannien oder Norwegen oder einen Nansen-Pass zu organisieren, stattdessen wurde sie nach Polen abgeschoben. Nach dem deutschen Überfall auf Polen wurde Hilde Berger zunächst nach Polen deportiert, lebte in oder nahe bei Boryslaw. Dort wurde sie Mitarbeiterin von Berthold Beitz und war geschützt, bis dieser dort nicht mehr tätig war. Sie kam dann nicht nach Auschwitz, sondern in das KZ Plaszow bei Krakau. Wenig später bekam sie die Gelegenheit, dort im Krakauer Rüstungsbetrieb von Oskar Schindler zu arbeiten. Dort war sie beteiligt an der Erstellung der Liste mit den Häftlingen, die ins neu errichtete KZ-Außenlager Brünnlitz mitgenommen werden durften.
Nach dem Ende des Zweiten Weltkrieges siedelte Berger in die USA über, heiratete dort den ehemaligen Leibwächter Trotzkis, Alex Olsen, und lebte lange in New York, wo sie 1995 für den von Yoash Tatari gedrehten Dokumentarfilm Glückselig in New York. Der Stammtisch der Emigranten interviewt wurde. Nach dem Tod von Alex Olsen übersiedelte sie nach Denver, Colorado. Sie verstarb im Jahre 2011.